# Szlachowo (obwód biełgorodzki)
Szlachowo (ros. Шляхово) – wieś w Rosji, w obwodzie biełgorodzkim, w rejonie koroczańskim. W 2021 liczyła 218 mieszkańców.